# Костадин Герчев
Костадин Георгиев Герчев е български революционер и опълченец.

## Биография
Герчев е роден в 1839 година в неврокопското село Търлис, което тогава е в Османската империя, днес Ватитопос, Гърция. В 1873 година е арестуван от властите за революционна дейност и лежи три години в затвора. След освобождаването му е доброволец в Сръбско-турската война в 1876 година. При избухването на Руско-турската война в 1877 година постъпва в Българското опълчение в Самара и служи в 4 рота на 3 опълченска дружина. Сражава се в Битката при Стара Загора през юли, където е ранен. Участва в Шейновската битка и в битката при село Тича.
След войната взима участие в Кресненско-Разложкото въстание. При избухването на Сръбско-българската война в 1885 година е доброволец в отряда на Коста Паница. След войната се установява в София.